# Довер (Айдахо)
Довер (англ. Dover) — місто в окрузі Боннер, штат Айдахо, США. Згідно з переписом 2010 року населення становило 556 осіб, що на 214 осіб більше, ніж 2000 року.

## Географія
Довер розташований за координатами 48°15′29″ пн. ш. 116°36′5″ зх. д. / 48.25806° пн. ш. 116.60139° зх. д. (48.258076, -116.601508).  За даними Бюро перепису населення США в 2010 році місто мало площу 8,37 км², з яких 8,33 км² — суходіл та 0,04 км² — водойми.

## Демографія

### Перепис 2010 року
Згідно з переписом 2010 року, у місті проживало 556 осіб у 220 домогосподарствах у складі 175 родин. Густота населення становила 66,7 особи/км². Було 327 помешкання, середня густота яких становила 39,2/км². Расовий склад міста: 96,8% білих, 0,5% індіанців, 0,4% азіатів, 0,7% інших рас, а також 1,6% людей, які зараховують себе до двох або більше рас. Іспанці та латиноамериканці незалежно від раси становили 2,5% населення.
Із 220 домогосподарств 33,6% мали дітей віком до 18 років, які жили з батьками; 68,6% були подружжями, які жили разом; 6,8% мали господиню без чоловіка; 4,1% мали господаря без дружини і 20,5% не були родинами. 17,3% домогосподарств складалися з однієї особи, у тому числі 4,1% віком 65 і більше років. У середньому на домогосподарство припадало 2,52 мешканця, а середній розмір родини становив 2,85 особи.
Середній вік жителів міста становив 43,7 року. Із них 24,5% були віком до 18 років; 4,5% — від 18 до 24; 23% від 25 до 44; 32,2% від 45 до 64 і 15,8% — 65 років або старші. Статевий склад населення: 52,7% — чоловіки і 47,3% — жінки.
Середній дохід на одне домашнє господарство  становив 90 302 долари США (медіана — 64 000), а середній дохід на одну сім'ю — 96 256 доларів (медіана — 71 750). Медіана доходів становила 52 500 доларів для чоловіків та 40 417 доларів для жінок. За межею бідності перебувало 0,0 % осіб, у тому числі 0,0 % дітей у віці до 18 років та 0,0 % осіб у віці 65 років та старших.
Цивільне працевлаштоване населення становило 330 осіб. Основні галузі зайнятості: освіта, охорона здоров'я та соціальна допомога — 29,4 %, виробництво — 15,5 %, роздрібна торгівля — 12,4 %.

### Перепис 2000 року
Згідно з переписом 2000 року, у місті проживало 342 осіб у 147 домогосподарствах у складі 95 родин. Густота населення становила 98,5 особи/км². Було 157 помешкань, середня густота яких становила 45,2/км². Расовий склад міста: 96,20% білих, 0,88% індіанців і 2,92% людей, які зараховують себе до двох або більше рас. Іспанці та латиноамериканці незалежно від раси становили 0,58% населення.
Із 147 домогосподарств 26,5% мали дітей віком до 18 років, які жили з батьками; 54,4% були подружжями, які жили разом; 7,5% мали господиню без чоловіка, і 34,7% не були родинами. 26,5% домогосподарств складалися з однієї особи, у тому числі 10,2% віком 65 і більше років. У середньому на домогосподарство припадало 2,33 мешканця, а середній розмір родини становив 2,79 особи.
Віковий склад населення: 20,2% віком до 18 років, 7,0% від 18 до 24, 20,5% від 25 до 44, 32,2% від 45 до 64 і 20,2% років і старші. Середній вік жителів — 46 років. Статевий склад населення: 53,2 % — чоловіки і 46,8 % — жінки.
Середній дохід домогосподарств у місті становив US$36 250, родин — $40 000. Середній дохід чоловіків становив $31 875 проти $24 688 у жінок. Дохід на душу населення в місті був $27 861. Приблизно 2,8% родин і 3,9% населення перебували за межею бідності, включаючи 5,4% віком до 18 років і жодного від 65 і старших.